# シヌヘ (小惑星)
シヌヘ (4512 Sinuhe) は小惑星帯に位置する小惑星。フィンランドの天文学者ユルィヨ・バイサラがトゥルクで発見した。
フィンランドの作家ミカ・ワルタリの歴史小説『エジプト人』の主人公の名から命名された。